# Jackie Mudie
John Knight Mudie (10 d'abril de 1930 - 2 de març de 1992) fou un futbolista escocès de la dècada de 1950.
Fou internacional amb la selecció d'Escòcia amb la que participà en la Copa del Món de futbol de 1958.
Defensà els colors de clubs com Blackpool, Stoke City i Port Vale.

## Palmarès
Blackpool
- FA Cup: 1953
- Lancashire Senior Cup: 1953-54

Stoke City
- Football League Second Division: 1962-63